# Leonard Susskind
Leonard Susskind (ur. 1940 w Nowym Jorku) – amerykański fizyk teoretyczny, profesor na Uniwersytecie Stanforda i popularyzator nauki; członek  National Academy of Sciences (NAS), Amerykańskiej Akademii Sztuk i Nauk (AAAS) oraz innych międzynarodowych organizacji badawczych. Laureat Nagrody Sakurai przyznawanej przez Amerykańskie Towarzystwo Fizyczne (APS) teoretykom cząstek elementarnych (1998) i włoskiego Medalu Diraca (2023); wieloletni uczeń i przyjaciel noblisty Richarda Feynmana.
Susskind zajmował się głównie kwantową teorią pola – w tym fizyką cząstek elementarnych i teorią strun – oraz kwantową fizyką statystyczną i kosmologią. Jest współtwórcą teorii strun – w latach 60., niezależnie od Nambu i Nielsena odkrył, że cząstka elementarna może być opisana jako obiekt rozciągły w stanie relatywistycznego wzbudzenia. Nagrodę Sakurai otrzymał za badania silnych oddziaływań jądrowych, konkretniej za rozwój hadronowych modeli strunowych w chromodynamice kwantowej. Rozwinął też zasadę holograficzną opracowaną przez Gerardusa ’t Hoofta, a w 2003 roku jako pierwszy wprowadził pojęcie krajobrazu teorii strun.
Susskind popularyzował fizykę przez książki, publiczne wykłady oraz wywiady.

## Życiorys

### Pochodzenie i wykształcenie
Urodził się w Nowym Jorku. Zaczynał pracę jako hydraulik, w wieku 16 lat przejmując obowiązki ojca, który zachorował. Później zapisał się do Kolegium Miejskiego Uniwersytetu Miejskiego Nowego Jorku na studia inżynierskie, uzyskując tytuł Bachelor of Science (odpowiednik polskiego licencjata) w fizyce w 1962. Następnie studiował na Cornell University pod kierunkiem Petera A. Carruthersa, gdzie uzyskał tytuł doktora w 1965. Później zamieszkał w Palo Alto w Kalifornii.

### Praca naukowa
- 1966–1970: pracował jako asystent profesora fizyki na Yeshiva University
- 1971–1972: wyjechał na Uniwersytet Telawiwski
- 1970–1979: otrzymał tytuł profesora fizyki i powrócił na Yeshiva University
- 1979: profesura fizyki na Uniwersytecie Stanforda[5].

Susskind jest jednym z trzech fizyków, którzy niezależnie od siebie odkryli fakt, że podwójny model rezonansu oddziaływań silnych Veneziano może być opisany przez model strun mechaniki kwantowej.

### Życie prywatne
Susskind jest pradziadkiem.

## Popularyzacja

### Książki
1. 2005: The Cosmic Landscape: String Theory and the Illusion of Intelligent Design, ISBN 0-316-15579-9.
  - 2011: Kosmiczny krajobraz. Dalej niż teoria strun, tłum. Mariusz Seweryński, Prószyński Media, ISBN 978-83-7648852-3.
2. 2008: The Black Hole War: My battle with Stephen Hawking to make the world safe for quantum mechanics, ISBN 0-316-01641-1.
  - 2011: Bitwa o czarne dziury, tłum. Urszula Seweryńska, Mariusz Seweryński, Prószyński, ISBN 978-83-7648-818-9.
3. 2015: Teoretyczne minimum: co musisz wiedzieć, żeby zacząć zajmować się fizyką, współautor: George Hrabovsky, tłum. Joanna i Adam Skalscy, Warszawa: Prószyński Media, ISBN 978-837961134-8.
4. 2014: Quantum Mechanics. The Theoretical Minimum, współautor: Art Friedman, Penguin Books, ISBN 978-024100344-2.
  - 2016: Mechanika kwantowa. Teoretyczne minimum, tłum. Joanna i Adam Skalscy, Warszawa: Prószyński Media, ISBN 978-83-8069236-7.
5. 2019: Szczególna teoria względności i klasyczna teoria pola. Teoretyczne minimum, współautor: Art Friedman, tłum. Bogumił Bieniok i Ewa L. Łokas, Warszawa: Prószyński Media, ISBN 978-83-8169087-4.

### Nagrania
W serwisach YouTube oraz iTunes udostępniono cykl wykładów Susskinda obejmujący niezbędne teoretyczne minimum potrzebne do zrozumienia współczesnej fizyki (Theoretical Minimum). Składa się on z następujących kursów:
- Podstawowe
  - Mechanika klasyczna
  - Mechanika kwantowa
  - Szczególna teoria względności i elektrodynamika
  - Ogólna teoria względności
  - Kosmologia
  - Mechanika statystyczna
- Dodatkowe
  - Zaawansowana mechanika kwantowa
  - Bozon Higgsa
  - Splątanie kwantowe
  - Względność
  - Fizyka cząstek 1: podstawowe koncepcje
  - Fizyka cząstek 2: model standardowy
  - Fizyka cząstek 3: supersymetria i wielka unifikacja
  - Teoria strun
  - Kosmologia i czarne dziury

Zestaw kursów podstawowych został ponownie nagrany w latach 2011-2013, ale dostępna jest też archiwalna wersja z lat 2007-2009.